# Nicolaas van Kats sr.

wapen van de familie Kats.

Nicolaas van Kats sr. of Nikolaes, Claes van Cats (overleden vóór 1293) was een Zeeuwse edelman die vele bezittingen erfde maar ook verkreeg als veldheer van Holland en Zeeland onder graaf Willem II van Holland. Hij was (vrij)heer van Kats, Katshoek, Katsrak, Cadzand (Land van Kadzand), Cabauw, Duivenland, Emelisse, Welle, Ossendrecht, Boenrapas, tolheer van Moordrecht & Vlist en later (vanaf 1272) heer van "het Land van Blois" waarbij Gouda en Schoonhoven behoorde.

## Levensloop
Over het leven van Van Kats sr. werd pas op latere leeftijd beschreven door lofdichter en tijdgenoot Jacob van Maerlant, waardoor er meer over deze Zeeuwse edelman beschreven bleef. Hij wordt gezien als een zoon van Korstijn van Kats. Nicolaas komt voor vanaf de jaren 1250-59 als veldheer onder de Rooms-koning Willem II van Holland. Na de dood van Willem II ontfermde Aleida van Avesnes zich als voogd over Willems zoon Floris V van Holland en werd de Vlaamse Jacob van Maerlant ingeschakeld als leraar. Van Kats raakt als raadslid van Holland betrokken bij de opvoeding van Floris V en leert daarbij Van Maerlant kennen en geeft die laatste de opdracht om het boekwerk "Der naturen Bloeme" te schrijven. Tijdens het verblijf van Van Maerlant aan het hof van Holland, schrijft hij het historische werk Spiegel Historiael, waarin Van Kats ook in wordt genoemd.
Vanaf 1272 ontfermd hij zich over de erfdochter Sophia van der Goude en wordt gezien als stichter van de stad Gouda. Het was de bedoeling dat Sophia met een van de zonen van Nicolaas sr. zou trouwen, echter overleed zijn zoon Jan al voordat deze plannen uitgevoerd konden worden en de andere zoon Nicolaas jr. was al getrouwd. In 1285 werd door paus Honorius IV mede besloten dat Sophia met haar bloedverwant Jan III van Renesse mocht trouwen. Tussen 1270-79 overlijden Jan van der Lede, stichter van een kasteel te Schoonhoven en Hugo Hugoszoon Botersloot, uitbater van het veer te Schoonhoven. Nicolaas krijgt het kasteel in bezit en koopt de weduwe Aefkyn of Asekijn Botersloot uit als botter (veer exploitant). Het is mogelijk dat Van Kats een dochter naar deze vrouw heeft vernoemd en uitgehuwelijkt heeft aan een verwant.
In 1272 werd Van Kats voor een beleefdheidsbezoek naar Engeland gestuurd en werd er tot ridder geslagen. In 1273 betrekt Van Kats het slot Rijnenburg, bij het huidige Hazerswoude om dichter bij het Hollandse hof te zijn, daar blijft hij tot 1282 wonen.

### Kennemer opstand (1268-1278)
Van Kats sr. ondersteunde en verdedigde de belangen van de jonge graaf Floris V van Holland, toen Kennemerse boeren met een opstand begonnen in 1268 onder leiding van Gijsbrecht IV van Amstel. Ze trokken vanaf Holland richting Utrecht waar de zwakke bisschop Jan van Nassau werd verjaagd. De bisschop stuurde in 1275 Sweder van Bossichem om de stad te heroveren op de Kennemerse bezetters, dit lukte, echter keerde ze later het jaar weer terug. Nicolaas van Kats kwam een jaar later (1278!) met 500 krijgsmannen naar Utrecht waar de stad werd ingenomen. Eerst werd de poort met geweld neergehaald, daarna beviel hij alle elkaar bestrijdende partijen binnen de stad hun wapens te laten neerleggen. De burgers als ook de Kennemerse waren onder de indruk geraakt van deze inval, waardoor iedereen zich overgaf. Er werd daarna een vierschaar opgericht en daar werd besloten na berechting circa 1400 opstandelingen gedwongen de stad te laten verlaten .
In 1282 neemt Van Kats deel aan een veldtocht onder Floris V van Holland tegen de West-Friezen om Floris vader Willem II te wreken. Van Kats wordt nog genoemd onder een groep Zeeuwse edelen op 28 mei 1290, die een bezoek brengen aan de Rooms-koning Rudolf van Habsburg om over hun financiële Zeeuwse vergoedingen te onderhandelen.

### Huwelijk en kinderen
Nicolaas van Kats huwde rond 1245-49 met Beatrix of Beatrijs van Burcht uit Oost-Vlaanderen en kregen de volgende kinderen:
- Jan van Kats, jong overleden
- Nicolaas van Kats jr.
- Asekijn of Helwig van Kats